# Jambat Akar
Jambat Akar is een bestuurslaag in het regentschap Seluma van de provincie Bengkulu, Indonesië. Jambat Akar telt 657 inwoners (volkstelling 2010).